# Municipio de Westfall
El municipio de Westfall (en inglés: Westfall Township) es un municipio ubicado en el condado de Pike en el estado estadounidense de Pensilvania. En el año 2000 tenía una población de 2.430 habitantes y una densidad poblacional de 30 personas por km².

## Geografía
El municipio de Westfall se encuentra ubicado en las coordenadas 41°25′00″N 74°45′59″O / 41.41667, -74.76639.

## Demografía
Según la Oficina del Censo en 2000 los ingresos medios por hogar en la localidad eran de $42,472 y los ingresos medios por familia eran $51,065. Los hombres tenían unos ingresos medios de $39,844 frente a los $24,118 para las mujeres. La renta per cápita para la localidad era de $20,866. Alrededor del 6,9% de la población estaban por debajo del umbral de pobreza.